# Macrolobium costaricense
Macrolobium costaricense là một loài thực vật có hoa trong họ Đậu. Loài này được W.C.Burger miêu tả khoa học đầu tiên.